# 永豊県
永豊県（えいほう-けん）は中華人民共和国江西省吉安市に位置する県。

## 地理
永豊県は江西省中部、吉泰盆地東側に位置し、東は楽安県及び寧都県、南は興国県、西は吉水県及び吉安県、北は峡江県及び新幹県と接する。

## 歴史
三国時代、呉により陽城県が設置され、西晋により陽豊県と改称された。1054年（至和元年）に永豊県と改称され現在に至る。

## 行政区画
- 鎮:恩江鎮、坑田鎮、沿陂鎮、古県鎮、瑤田鎮、藤田鎮、石馬鎮、沙渓鎮
- 郷:佐竜郷、八江郷、潭城郷、鹿岡郷、七都郷、陶塘郷、中村郷、上渓郷、潭頭郷、三坊郷、上固郷、君埠郷
- 民族郷:竜岡シェ族郷

## 交通

### 道路
- 高速道路
  - 南韶高速道路
  - S46 撫吉高速道路
- 国道
  - G322国道